# Daniël Van Avermaet

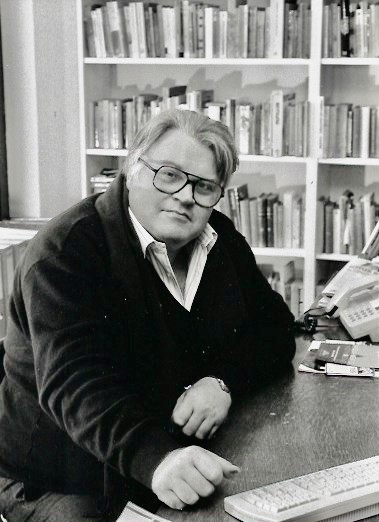

Daniël Van Avermaet  (Rumst, 20 december 1941 – Brussel, 18 juli 2003) was een Vlaams radio- en televisiepresentator, restaurateur en filmproducent. Hij werd het bekendst als presentator van het satirische radioprogramma De Taalstrijd.

## Biografie
Van Avermaets ouders woonden eigenlijk in Brussel, maar voor de bevalling trok zijn moeder naar Rumst. Hij groeide op in de Marollen, maar maakte zijn middelbare studie nooit af. 
Van 1962 tot 1968 werkte hij voor het Filmarchief in Brussel. In 1969 kwam hij op de BRT terecht waar hij tien jaar lang verantwoordelijk was voor de aankoop van jeugdfilms, documentaires, feuilletons en films. Vanwege zijn gebrek aan diploma's kreeg hij bij de openbare omroep geen kans verder door te breken. 
Hierom verliet hij de zender en begon samen met filmproducent Pierre Drouot het productiehuis Iblis Films. Samen produceerden ze onder meer de films "To Woody Allen, From Europe With Love" en "Een vrouw tussen hond en wolf" van André Delvaux en Lili Rademakers' Louis-Paul Boon verfilming "Menuet" (naar een scenario van Hugo Claus). 
Begin jaren 70 werd Van Avermaet berucht vanwege de legendarische fuiven die hij in verschillende kermistenten aan de Brusselse Rand organiseerde en waar hedendaagse muziek werd gedraaid. 
In 1980 opende Van Avermaet en zijn vrouw Jeanine Van den hende in het hartje van de Marollen het restaurant "Au Stekerlapatte" ("In de stekelbaars"), vlak bij het Justitiepaleis. Het was "the place to be" in de jaren 80 en 90 met beroemde klanten zoals Ringo Star, Johnny Hallyday, Jean-Jacques Goldman, Renaud, Guy Bedos of John Malkovitch (onder anderen).  
Tijdens de jaren 80 presenteerde hij op Radio 1 de satirische radioprogramma's De Taalstrijd en begin jaren 90 ook De Perschefs. De vaste panelleden waren Mark Uytterhoeven, Guy Mortier en Myriam Thys. Van Avermaets goedlachse presentatie maakte hem bij het grote publiek veel bekender. 
Van Avermaet zetelde op televisie ook geregeld in het panel van "Namen Noemen" en de talkshow "Rond Daniël" (1988). In 1989 werd hij enkele afleveringen moderator van het spelprogramma De Drie Wijzen op TV1.
Van 1996 tot 2003 presenteerde hij ook het kookprogramma "Salut aan de kost" op TV Brussel, waarin hij allerlei restaurants bezocht in de 19 Brusselse gemeenten. 
Van Avermaet bleef zich bezighouden met zijn filmpassies en werkte vaak mee aan het Brusselse Filmfestival. In 1986 werd hij eigenaar van de filmmaatschappij "Phantom Films", waarmee hij in 1996 zijn laatste grote film produceerde: Alles moet weg door Jan Verheyen.
In de laatste jaren van zijn leven stopte hij resoluut met drinken en viel 50 kilo af na een maagverkleining.
In juli 2003 overleed hij plotseling thuis na een beroerte. Hij was toen 61 jaar en liet een vrouw en drie dochters achter.

## Filmografie
- Brussels by Night (1983) - Taxichauffeur
- Istanbul (1985) - Immigratiebediende.
- Le Mur (1998) - Onderhandelaar
- Film 1 (1999) - Meneer van Avermaet